# Bay St. Louis
Bay St. Louis, även skrivet Bay Saint Louis, är en stad (city) som är administrativ huvudort i Hancock County i Mississippi i USA.
Bay St. Louis grundades 1699 och bytte namn till Shieldsboro 1802. Orten fick stadsprivilegier 1818 (som town) och bytte tillbaka till namnet Bay St. Louis 1875. Bay St. Louis fick status som stad (city) 1882. Orten har fått sitt namn efter bukten vid vilken den ligger, och bukten har i sin tur fått sitt namn efter Ludvig IX av Frankrike.
Vid 2020 års folkräkning hade Bay St. Louis 9 284 invånare. Orten ingår i Gulfport-Biloxis storstadsområde (metropolitan statistical area).

## Kända personer
- Stephen Ambrose, historiker
- Gene Taylor, politiker